# Madonna in trono fra angeli e santi
La Madonna in trono fra angeli e santi è un'opera, tempera su tavola (43,7x34,3 cm), di Filippo Lippi, conservata nel Museo della collegiata di Sant'Andrea a Empoli e databile al 1430 circa.

## Storia
Non si conoscono le vicende per cui venne dipinta questa Madonna, ma le caratteristiche stilistiche rimandano a un'opera della prima attività del pittore, quando l'influsso di Masaccio era molto forte.
Le piccole dimensioni hanno fatto ipotizzare che si trattasse di una tavola nata per la devozione privata, magari ospitata entro un tabernacolo, anche se nel 1986 Miklós Boskovits ha ipotizzato una provenienza dal convento delle Selve, cenobio domenicano di Lastra a Signa, a metà strada tra Firenze, patria del pittore, ed Empoli. La presenza di san Michele infatti potrebbe riferirsi al patrono del committente Angelo Mazzinghi, priore del convento fino al 1430.

## Descrizione e stile
Il dipinto non è in condizioni ottimali, per via di ridipinture che ne hanno alterato la cromia, anticamente basata sull'alternanza di bianchi e rossi. L'opera è una delle più antiche sacre conversazioni conosciute e fu forse dipinta a partire da un perduto prototipo di Masaccio, maestro di fra' Filippo, magari il polittico di Pisa nel suo aspetto originario.
La Madonna, assisa su un alto trono (una Maestà quindi), tiene il Bambino sulle ginocchia ed è circondata da un gruppo di figure a cerchio che ascende sulla gradinata, molto moderna per l'epoca, che ha come precedente l'impostazione compositiva del Tributo di Masaccio o, su una medesimo iconografia, la Madonna col Bambino e dodici angeli a Francoforte di Beato Angelico, databile a quegli stessi anni. Dietro il trono stanno cinque angeli, alcuni con espressioni vive e monellesche che derivano dalle coeve opere di Donatello e Luca della Robbia (cantori del Duomo). Altri due angeli si trovano inginocchiati davanti alla Vergine e suonano strumenti musicali dando le spalle allo spettatore. Ai lati si trovano sant'Alberto da Trapani con l'abito domenicano e Michele Arcangelo a sinistra, mentre a destra si riconosce san Bartolomeo con il coltello.